# 33396 Vrindamadan
33396 Vrindamadan è un asteroide della fascia principale. Scoperto nel 1999, presenta un'orbita caratterizzata da un semiasse maggiore pari a 2,2666158 UA e da un'eccentricità di 0,1564919, inclinata di 8,11684° rispetto all'eclittica.